# حادثه کافه نوارس اهواز
حادثهٔ کافه نوارس اهواز در روز ۱۴ فروردین ۱۳۹۷ در کافه‌ای در منطقهٔ کوی علوی اهواز با نام کافه نوارس رخ داد که بدنبال آن حادثه ۱۱ تن جان باختند. پلیس در کمتر از چهار ساعت ۱۱ نفر مظنون را دستگیر کرد. در این حمله نوجوان ۱۷ ساله‌ای به کافه‌ای به نام «کافه نوارس» اهواز در منطقهٔ کوی علوی از مناطق کم‌برخوردار اهواز، ۱۱ نفر در آتش سوختند و درگذشتند. همچنین شش مصدوم دیگر از تلفات این حادثه بود. کشته‌شدگان به قدری در آتش سوخته بودند که پلیس با مشکل تشخصی هویت آن‌ها مواجه شده‌بود.

## شرح ماجرا
محمد محزون‌نژاد عامل حادثه نوارس اهواز ساعت ۱ بامداد ۱۴ فروردین ۱۳۹۷ به دلیل اینکه صاحب قهوه‌خانه نوارس در کوی علوی او را تهدید و به او فحاشی کرده بود، متهم با بنزین، قهوه‌خانه را آتش زد. متهم متولد ۱۳۸۰ و ساکن اهواز است.
در حادثه کافه نوارس اهواز ۱۱ نفر زنده‌زنده در آتش سوختند و ۶ مصدوم دیگر این حادثه نیز در بیمارستان سوانح سوختگی اهواز تحت مراقبت قرار گرفتند. خبرگزاری فارس خوزستان فیلمی از اعترافات متهم را منتشر کرد.

## واکنش‌ها
فعالان اجتماعی اهواز با نشر مطالبی خواستار رسیدگی به وضعیت اجتماعی این منطقه شدند. این حادثه همچنین واکنش‌های مختلف دیگری را نیز به دنبال داشت. برخی دیگر از فعالان علت چنین اتفاقاتی را درصد بالای بیکاری در خوزستان نسبت به میانگین کشوری اعلام کردند. این حادثه در رسانه‌های محلی خوزستان و خارج از ایران بازتاب داشت.اسکای نیوز عربی و سایت البلد نیز تحلیلی دربارهٔ این واقعه منتشر کردند.

## حاشیه‌ها
نام یکی از جان باختگان این حادثه عدنان عفراویان بود که باعث ایجاد ابهام برای بسیاری شد و گمان می‌رفت؛ عدنان عفراویان بازیگر فیلم «باشو غریبه کوچک» درگذشته‌است. باشو یا همان عدنان عفراویان که با بازی در فیلم سینمایی «باشو غریبه کوچک» در تاریخ سینمای ایران شهرت دارد.
تشابه نام این دو باعث حاشیه‌هایی شد که پس از آن، خبرگزاری‌ها از حاشیهٔ به وجود آمده ابهام زدایی کردند.